# Duska (filme)
Duska é um filme de drama neerlandês de 2007 dirigido e escrito por Jos Stelling. Foi selecionado como representante dos Países Baixos à edição do Oscar 2008, organizada pela Academia de Artes e Ciências Cinematográficas.

## Elenco
- Sergey Makovetskiy - Duska
- Gene Bervoets - Bob
- Sylvia Hoeks